# Демьянов, Геннадий Петрович
Генна́дий Петро́вич Демья́нов  (18 ноября 1920 — 10 августа 1973) — педагог, учитель математики, участник Великой Отечественной войны.

## Биография
Родился 18 ноября 1920 года в городе Туле в семье рабочего ТОЗа. Русский. 

В 1938 году после окончания тульской средней школы № 4 поступил в Ленинградский горный институт. С началом финской войны, как отличный спортсмен-лыжник, был призван в армию. Участник Советско-финской войны 1939—1940 годов.
В Великую Отечественную войну воевал с первого дня до Победы на Ленинградском, Украинском и 1 Белорусском фронтах (командир отделения связи 12 артиллерийского полка 34-й Гвардейской пушечно-артиллерийской Красносельско-Павловской ордена Ленина трижды Краснознаменной армейской бригады), награждён орденом Красной Звезды, медалями: «За отвагу», «За боевые заслуги», «За оборону Ленинграда» и другими.
Вернувшись домой в сентябре 1946 г., поступил в Тульский государственный педагогический институт имени Л. Н. Толстого на физико-математический факультет, после его окончания работал учителем математики в школе, директором вечерней офицерской школы в Румынии. По возвращении из загранкомандировки два года работал завучем средней школы № 6.
С ноября 1957 года по август 1973 был директором тульской школы № 20, при этом продолжал преподавательскую деятельность. В 1962 году произошёл выпуск первого «математического класса», после чего такие классы формировались ежегодно. За школой прочно закрепился статус учебного заведения с математическим уклоном.
Среди его учеников был двенадцатый чемпион мира по шахматам Анатолий Евгеньевич Карпов, который учился в 20-й школе с 1965 по 1968 год, закончив математический класс с золотой медалью.
За успехи в педагогической деятельности был награждён знаками «Отличник народного просвещения РСФСР», «Отличник народного просвещения СССР», орденом «Знак Почета».
В знак признательности и уважения у человеку, посвятившему всю сознательную жизнь воспитанию молодого поколения, на здании гимназии, где он проработал более 15 лет, установлена мемориальная доска.
Скончался 10 августа 1973 года. Похоронен в Туле.

## Награды
- Орден Красной Звезды
- Орден Знак Почета
- Медаль «За отвагу»
- Медаль «За боевые заслуги»
- Знак «Отличный народного просвещения СССР»
- Знак «Отличник народного просвещения РСФСР»